# 13ª Brigata operativa "Chartija"
La 13ª Brigata operativa "Chartija" (in ucraino 13-та бригада оперативного призначення «Хартія»?, 13-ta bryhada operatyvnoho pryznačennja «Chartija», unità militare 3102), è un'unità di fanteria meccanizzata della Guardia nazionale dell'Ucraina con base a Charkiv.

## Storia
L'unità è stata creata il 19 marzo 2022, durante la prima fase dell'invasione russa dell'Ucraina del 2022, da civili della regione di Charkiv unitisi come formazione autonoma alla 127ª Brigata di difesa territoriale per difendere il proprio territorio dal nemico. Il suo primo comandante, nonché organizzatore e finanziatore, è stato l'imprenditore ucraino Vsevolod Kožemjako, 88º uomo più ricco del paese secondo la rivista Forbes.
Dopo il successo nella difesa di Charkiv, ha preso parte alla liberazione di alcuni villaggi a nord della città fra aprile e maggio 2022. A settembre è stata impiegata durante la controffensiva ucraina nella regione, continuando a operare in direzione di Svatove fino a novembre 2022. A dicembre ha partecipato alla battaglia di Bachmut.
Il 20 marzo 2023 l'unità è stata riformata, venendo elevata al rango di brigata ed assegnata alla Guardia Nazionale, nell'ambito del programma Guardia Offensiva, lanciato il 4 febbraio dal Ministero degli affari interni allo scopo di creare 9 nuove brigate a partire da unità della Guardia Nazionale, dalla Polizia per operazioni speciali e dalla Guardia di Frontiera. La brigata ha quindi annunciato il reclutamento di nuovi volontari ed iniziato l'addestramento del personale. Il comando è stato assegnato al colonnello Ihor Oboljens'kyj, dal 2017 comandante del 1º Battaglione della 4ª Brigata di reazione rapida.
A dicembre la brigata è stata schierata nell'oblast' di Donec'k, venendo però inizialmente mantenuta nelle retrovie. Il 23 aprile 2024 Oleksandr Juščenko, sergente capo della brigata e uno dei fondatori della 4ª Brigata di reazione rapida, è stato ucciso da un bombardamento russo nei pressi di Dnipro. A maggio la brigata è stata impiegata per contrastare la nuova offensiva russa nella regione di Charkiv, respingendo gli assalti nemici nei pressi del villaggio di Hlyboke insieme a elementi della 92ª Brigata d'assalto e passando al contrattacco nel mese di giugno.
Il 14 marzo 2025, in seguito alla riforma dell'esercito ucraino che ha portato alla costituzione dei comandi intermedi di corpo d'armata, il comandante della 13ª Brigata operativa Ihor Oboljens'kyj ne ha annunciato la riorganizzazione atta a farla diventare la base di un nuovo corpo d'armata della Guardia Nazionale composto da 5 brigate. Il 25 marzo 2025, in occasione dell'11º anniversario della Guardia nazionale ucraina, la brigata è stata insignita del titolo onorifico "Per il Valore e il Coraggio" da parte del presidente ucraino Volodymyr Zelens'kyj. Ad aprile all'interno del 4º Battaglione della brigata è stata costituita la compagnia internazionale "Guajiro", composta da volontari stranieri provenienti principalmente dall'America Latina ma anche da Stati Uniti e Regno Unito e impegnati da oltre un anno nel conflitto russo-ucraino. In seguito anche il reparto di lingua inglese è stato espanso al rango di compagnia, è stata formata una sezione di lingua francese e il 4º Battaglione si è quindi costituito come battaglione internazionale, annunciando il reclutamento di ulteriori volontari.
Il 18 aprile 2025 è stato reso noto che, in seguito alla riforma delle Forze armate ucraine che ha portato alla creazione dei comandi intermedi di corpo d'armata, sulla base della brigata è stato costituito il 2º Corpo d'armata "Chartja" della Guardia Nazionale, il quale comprende la Brigata "Chartja", la Brigata "Rubiž", la Brigata "Spartan", la Brigata "Raid" e la Brigata "Slov"jans'k". Il comandante della 13ª Brigata, Ihor Oboljens'kyj, ha quindi assunto il comando del nuovo corpo d'armata.

## Struttura
- Comando di brigata[18]
- 1º Battaglione operativo
- 2º Battaglione operativo "Dnipro-1"[19]
- 3º Battaglione operativo
- 4º Battaglione operativo
  -  Compagnia internazionale "Guajiro"
- Compagnia corazzata (T-72B3M)
- Compagnia sistemi senza pilota "Clear Skies"
- Batteria artiglieria (2S1 Gvozdika)
- Battaglione ricognizione
- Compagnia genio
- Compagnia comunicazioni
- Compagnia guerra elettronica
- Plotone cecchini
- Plotone medico

## Comandanti
- Vsevolod Kožemjako (marzo 2022 - marzo 2023)[1]
- Colonnello Ihor Oboljens'kyj (marzo 2023 - aprile 2025)[4]
- Colonnello Maksym Holubok (aprile 2025 - luglio 2025)[20]
- Maggiore Daniel' Kitonje (luglio 2025 - in carica)[21]